# Агроуполномоченный
Агроуполномоченный — общественный представитель, входивший в состав низового агроаппарата СССР в 1929—1932 годах. Сеть агроуполномоченных в СССР создавалась весной 1929; только лишь в РСФСР их было 500 тыс.чел. (1930—1931) Положение об агроуполномоченных разработанное Наркомземом РСФСР утверждено 21 января 1930 года.
Задача агроуполномоченного заключалась в обеспечении мероприятий по социалистическому переустройству сельского хозяйства, повышению урожайности и поднятию животноводства. В обязанности агроуполномоченного входило проверка выполнения агроминимума и зооветминимума, активное участие в работе по коллективизации, производственному кооперированию и контрактации, содействию проведения посевной компании, наблюдение за полным и правильным использованием и хранением общественного инвентаря и осуществления контроля за своевременным и правильным выполнений  решений правительства, местных советских органов и правлений колхозов.
В крупных колхозах и районах сплошной коллективизации руководители отдельных отраслей хозяйства и производственных участков одновременно являлись агроуполномоченными. Они несли ответственность перед правлением колхоза и перед сельсоветом. агроуполномоченные проходили кратковременные курсы и снабжались сельскохозяйственной литературой. За успешную работу агроуполномоченные освобождались от гужевой и трудовой повинности, командировались на сельскохозяйственные курсы, рабфаки, получали производственную помощь при приеме в члены колхозов и сельскохозяйственных кооперативов.
Избирались агроуполномоченные общими собраниями членов земельных сообществ из числа актива местных колхозов, комсомола, батрачества, передового бедняцко-середняцкого крестьянства, женщин-активисток (что имело особенное значение в районах с отхожими промыслами) и др. местных общественных организаций. Колхозы выдвигали в качестве агроуполномоченного одного из членов правления, который утверждался сельсоветом. В селениях, где сельскохозяйственное производственное кооперирование охватывало более 50 % домохозяйств агроуполномоченные избирались на общих собраниях членов этих объединений и утверждались сельсоветом.